# Trofeo Peter Olson
El Trofeo Peter Olson (En inglés: Peter Olson Trophy), se otorga al máximo goleador de waterpolo de la Liga Nacional británica de waterpolo masculino.

## Ganadores del Trofeo Peter Olson
| Año  | Jugador                      | Equipo                           | N.º goles |
| ---- | ---------------------------- | -------------------------------- | --------- |
| 1993 | Jon Hutchings                | Exeter                           | 73        |
| 1994 | Colin Burgess                | Lancaster City Water Polo        | 78        |
| 1995 | Colin Bent                   | Tyldesley                        | 66        |
| 1996 | Colin Burgess / Chris Motley | Lancaster City Water Polo / Nova | 85        |
| 1997 | Tony Croft                   | Sutton & Cheam                   | 68        |
| 1998 | Sean Love                    | Bristol                          | 71        |
| 1999 | Colin Burgess                | Lancaster City Water Polo        | 81        |
| 2000 | Richard Leighton             | Rotherham                        | 57        |
| 2001 | Colin Burgess                | Lancaster City Water Polo        | 81        |
| 2002 | Colin Burgess                | Lancaster City Water Polo        | 74        |
| 2003 | Mike Cowburn                 | Tyldesley                        | 62        |
| 2004 | Mike Cowburn                 | Tyldesley                        | 73        |
| 2005 | Tom Curwen                   | Lancaster City Water Polo        | 68        |
| 2006 | Scott Carpenter              | Lancaster City Water Polo        | 100       |
| 2007 | Scott Carpenter              | Lancaster City Water Polo        | 109       |
| 2008 | Scott Carpenter              | Lancaster City Water Polo        | 78        |
| 2009 | Alex Parsonage               | Lancaster City Water Polo        | 75        |